# Алжир на Летњим олимпијским играма 2024.
Алжир је учествовао на Летњим олимпијским играма 2024. у Паризу од 26. јула до 11. августа 2024. Од званичног дебија нације 1964. године, алжирски спортисти су се такмичили у свим издањима Летњих олимпијских игара, осим оних у Монтреалу 1976. године, као део бојкота предвођеног Конгом. 

## Освајачи медаља
| Медаља | Олимпијац     | Спорт      | Дисциплина        |
| ------ | ------------- | ---------- | ----------------- |
| Злато  | Кајлија Немур | Гимнастика | Асиметричне шипке |

## Учесници по спортовима
| Спорт         | Мушкарци | Жене | Укупно |
| ------------- | -------- | ---- | ------ |
| Атлетика      | 7        | 1    | 8      |
| Бадминтон     | 1        | 1    | 2      |
| Бициклизам    | 1        | 1    | 2      |
| Бокс          | 2        | 3    | 5      |
| Веслање       | 1        | 1    | 2      |
| Гимнастика    | 0        | 1    | 1      |
| Дизање тегова | 1        | 0    | 1      |
| Једрење       | 1        | 0    | 1      |
| Кајак и кану  | 0        | 1    | 1      |
| Мачевање      | 1        | 3    | 4      |
| Пливање       | 1        | 1    | 2      |
| Рвање         | 6        | 2    | 8      |
| Стрељаштво    | 2        | 1    | 3      |
| Стони тенис   | 1        | 1    | 2      |
| Џудо          | 2        | 1    | 3      |
| 15 спорта     | 27       | 18   | 45     |